# Vådaskott
Ett vådaskott är ett oavsiktligt avlossat skott från ett skjutvapen. I regel beror vådaskottet på felaktigt hanterande av vapnet, till exempel när vapnet laddas eller vid patron ur. Vid långvarig eldgivning med skjutvapen finns också en risk för vådaskott genom att pipan och patronläget hettas upp och kan antända krutet i ammunitionen utan att skytten avsett skjuta. Slitna eller undermåliga vapenmekanismer kan orsaka vådaskott om vapnet utsätts för stötar, och i vapen med tungt slutstycke kan vådaskott ske om slutstycket är framfört över ett laddat magasin och vapnet utsätts för en stöt.
För att undvika vådaskott rekommenderar jaktorganisationer bland annat att vapen har öppen mekanism (hagelvapen är brutna) under förflyttning och samlingar. På skjutbanor får vapen vara laddade endast på skjutplatsen. 